# Mejovo (Aguínskoie)
|  | Per a altres significats, vegeu «Mejovo». |

Mejovo (en rus: Межово) és un poble del krai de Krasnoiarsk, a Rússia, segons el cens del 2017 tenia 614 habitants. Pertany al districte municipal d'Aguínskoie.